# Egyesy Géza
Egyesy Géza, névváltozata: Egyessy (Kassa, 1844. augusztus 14. – Budapest, 1924. július 31.) újságíró, országgyűlési gyorsíró.

## Pályafutása
Egyessy Vince honvédszázados és Frenkel (Frank) Johanna fiaként született. Tanulmányait szülőhelyén, Kassán kezdte, majd Egerben folytatta. Eleinte orvosnak készült. 1867-ben tagja lett az Országgyűlés gyorsirodájának, 1869-ben megalapította Maszák Hugóval az Országgyűlési Értesítőt, majd nyolc évvel később az Ungarische Postot. 
1880-ban alapította szintén Maszákkal együtt a Magyar Távirati Irodát, mely miniszter-tanácsi határozattal nemzetközi jelleggel ruháztatott fel, s ennek szerkesztője volt 1898-ig. 1892-től a magyarországi könyvnyomdászok és betűöntők egyletének igazgatója volt. 1891-ben a Magyar Hírlap alapításában is része volt, ettől fogva pedig elsősorban ott publikált.
A Hon munkatársa volt, írt a Vasárnapi Ujságba (a Vaskapuról sat.), az Ország-Világba (1884–85.), Magyar Földbe és a Magyar Salonba (1885.); A Magyar-Ujságban is jelentek meg cikkei.
A nevét viseli az Egyesy Géza-díj, melyben külföldi-külhoni tudósítók részesülnek.